# 西武文理大学
西武文理大学（せいぶぶんりだいがく、英語: Bunri University of Hospitality）は、埼玉県狭山市柏原新田311-1に本部を置く日本の私立大学。1974年創立、1999年大学設置。大学の略称は文理大、西武文大。

## 概要
前身は、1988年に開校した文理情報短期大学で、現在の校舎も文理情報短期大学のものである。サービス経営学部に加え、2009年には看護学部が開設された。「文理」と称するが文学部、理学部、文理学部は存在しない。なお堤康次郎が創始した西武グループとはまったく関係がない。

## 沿革
- 1966年 西武栄養料理学院開設
- 1974年 学校法人西武学園設立
- 1981年 法人名を学校法人文理佐藤学園と改称
- 1988年 文理情報短期大学（経営情報学科）開設
- 1999年 西武文理大学開学（サービス経営学部サービス経営学科）
- 2007年 サービス経営学部健康福祉マネジメント学科開設
- 2009年 看護学部看護学科開設

## 学部
- サービス経営学部
  - サービス経営学科
    - ホスピタリティ・ツーリズムコース
    - サービス・マネジメントコース
    - グローバル経済コース

  - 健康福祉マネジメント学科
    - 社会福祉コース
    - 健康サービスコース

物財授受を主とする商学・経営学ではなく「サービス」を主として扱うサービス経営学を謳っている。ホスピタリティの精神を養うことを目的とし、入学初年度は各学科に所属せず（学部一括による学生募集を行い）、2年次進級時に学科を選択する教育を行っている。2年次以降に所属する学科には、サービス経営学科には3つのコース（ホスピタリティ・ツーリズム、サービス・マネジメント、グローバル経済コース）が、健康福祉マネジメント学科には2つのコース（社会福祉、健康サービスコース）があり、コース内には、教育内容や取得を目指す資格ごとのサブコースが設けられている。学習内容はサービス経営、ホスピタリティに的を絞っており、1年次からのインターンシップ制度を用意するなど学校のありとあらゆる面が就職という目的に集中している。卒業して得られる学位は「学士（サービス経営学）」である。
- 看護学部
  - 看護学科

2009年新設　患者の生活を支える設備や実習が充実している。

## バーベキュー入試
開学当初から数年間はバーベキュー入試という入試を行っていたことで知られる。バーベキュー入試とは、その名の通り受験生と大学教員による共同作業という形でバーベキューをやり、終了後に作文を書くというものである。その時に焼いたバーベキューは昼食として受験生に食べてもらうという全国でも極めて珍しい形式の入試を行っていたが、現在は行われていない。

## 著名な教員
- 松坂健 - ミステリ研究者、サービス産業研究者
- 加藤三彦 - 元能代工業バスケットボール部監督
- 山田幸代 - 日本人初プロラクロス選手

## 大学行事
学園祭ホスピバルでは毎年一般から新郎新婦を公募して、本物の人前式結婚式と披露宴を学生が企画・運営している。

## アクセス
- 西武新宿線「新狭山駅」北口から徒歩3分、スクールバス乗場よりスクールバス8分。校内終点下車
- JR川越線・東武東上線「川越駅」西口からスクールバス30分。校内終点下車
- 西武池袋線「稲荷山公園駅」からスクールバス20分。校内終点下車
- 東武東上線「鶴ヶ島駅」西口から徒歩2分、スクールバス乗場よりスクールバス20分。校内終点下車
- JR八高線・西武池袋線「東飯能駅」東口からスクールバス25分。校内終点下車

## 附属校・系列校
- 附属校
  - 西武文理大学附属調理師専門学校（埼玉県ふじみ野市）
- 系列校
  - 西武学園文理小学校（埼玉県狭山市）
  - 西武学園文理中学校・高等学校（埼玉県狭山市）
  - 西武調理師専門学校（埼玉県所沢市）
  - 西武学園医学技術専門学校（埼玉県所沢市）

## 対外関係

### 他大学との協定

#### 国内大学
- 放送大学[2]